# Gerald Jennings
Gerald David ”Jerry” Jennings, född 1948 i Albany, är borgmästare i Albany i New York i USA. Han är demokrat och han vann 1993 en överraskande seger i borgmästarvalet över Harold Joyce, som var Demokratiska partiets officiella kandidat. Han blev Albanys 74:e borgmästare i början av 1994.